# Стони Појнт (Њујорк)
Стони Појнт (енгл. Stony Point) насељено је место без административног статуса у америчкој савезној држави Њујорк.

## Демографија
По попису из 2010. године број становника је 12.147, што је 403 (3,4%) становника више него 2000. године.
| Група             | 2000.          | 2010.         |
| Белци             | 10.482 (89,3%) | 9.494 (78,2%) |
| Афроамериканци    | 161 (1,4%)     | 502 (4,1%)    |
| Азијати           | 163 (1,4%)     | 363 (3,0%)    |
| Хиспаноамериканци | 829 (7,1%)     | 1.695 (14,0%) |
| Укупно            | 11.744         | 12.147        |